# Jon Ola Sand
Jon Ola Sand, norveški televizijski producent, * 21. december 1961, Oslo, Norveška.
Je nekdanji televizijski izvršni direktor in izvršni nadzornik pri Evropski radiodifuzni zvezi.

## Življenje
Je sin igralcev Bjørna Sanda in Unni Bernhoft. Odraščal je v Vinderenu v Oslu, ima brata in sestro. Njegov brat Simen je igralec in pisatelj. Živi v Ženevi v Švici. Oktobra 2010 je bil na Norveškem potnik na vlaku, ki se je iztiril v  Skotterudu, pri čemer je bilo poškodovanih okoli 40 ljudi.

## Poklicna pot
Leta 1980 je nastopil vn manjši stranski vlogi v filmu At dere tør!, istega leta je končal šolanje na srednji šoli, kjer je obiskoval glasbeno smer. Kot najstnik je kot bobnar nastopal v hardrockovski glasbeni skupini, kar mu je pomagalo pri zaposlitvi kot raziskovalec za glasbeno televizijsko oddajo na norveški nacionalni radioteleviziji NRK. Televizijsko kariero pri NRK je začel leta 1981, nato pa je napredoval do položaja programskega sekretarja, kasneje pa je postal producent in projektni vodja. Na tem mestu je vodil obsežne produkcije in koprodukcije pri NRK. Med letoma 1992 in 1996 je delal pri konkurenčni televiziji TV 2. Je član Mednarodne akademije za televizijske umetnosti in znanosti.
Kot televizijski producent ali režiser je bil vključen med drugim v naslednje televizijske projekte: koncert ob Nobelovi nagradi za mir, prireditve podelitve televizijske nagrade amanda in nacionalnega izbora za Pesem Evrovizije Melodi Grand Prix. Med letoma 1998 in 2005 je bil vodja norveške delegacije na Pesmi Evrovizije.

### Evrovizija
Leta 2010 so ga imenovali za izvršnega producenta 55. izbora Pesmi Evrovizije, ki je potekala v Oslu na Norveškem. Sand je bil leta 2010 tudi direktor produkcije pri NRK, ki je bil tega leta odgovoren za organizacijo izbora.
26. novembra 2010, po upokojitvi Svanteja Stockseliusa, so ga imenovali za izvršnega nadzornika za Pesem Evrovizije pri Evropski radiodifuzni zvezi (EBU) in njegova funkcija je začela uradno veljati 1. januarja 2011. Na položaj se je sicer po poročilih prijavilo 39 kandidatov. Kot izvršni nadzornik ima glavno besedo pri produkciji izbora za Pesem Evrovizije, pri čemer lahko preglasi oziroma daje navodila producentom. Prav tako je odgovoren za celoten sistem glasovanja na Pesmi Evrovizije. Leta 2016 je postal tudi izvršni nadzornik za Mladinsko Pesem Evrovizije. Ko je prevzel položaj izvršnega nadzornika pri EBU, ni bil več zaposlen na NRK. Funkcijo je zapustil leta 2020.